# كلوريد النيوبيوم الخماسي
كلوريد النيوبيوم الخماسي (أو خماسي كلوريد النيوبيوم) هو مركب كيميائي لاعضوي صيغته NbCl5، ويوجد على هيئة صلب بلوري أصفر.

## التحضير
يحضر هذا المركب من التفاعل المباشر بين عنصري النيوبيوم والكلور عند درجات حرارة بين 300 - 350 °س.
{\displaystyle {\ce {2 Nb + 5 Cl2 -> 2NbCl5}}}

## الخواص
يوجد المركب في الشروط القياسية على هيئة مسحوق بلوري أصفر؛ وهو يتفاعل مع الرطوبة والماء. تتكون بنيته من ثنائي وحدات مع وجود ربيطة جسرية من ذرتي كلور بين ذرتي النيوبيوم.

## الاستخدامات
يستخدم هذا المركب على هيئة حمض لويس في الاصطناع العضوي، مثل تفعيل الألكين في تفاعل إين.